# Calamonaci
Calamonaci è un comune italiano di 1 116 abitanti del libero consorzio comunale di Agrigento in Sicilia.

## Geografia fisica

### Territorio
Il centro più importante e vicino a Calamonaci è Ribera, che dista soli 3 km.
- Classificazione sismica: zona 2 (sismicità medio-alta), Ordinanza PCM n. 3274 del 20/03/2003[4]

### Clima
La costante di queste aree è il clima di tipo "Mediterraneo" con temperatura media di 26 - 28 °C in luglio ed agosto e con punte massime di 40° - 42 °C
- Classificazione climatica: zona C, 988 GG[5].

## Storia
Il feudo o Casale di Calamonaci nasce nel Regno di Sicilia, territorio di Caltabellotta.
Questo feudo insieme con Calatabellotta furono concessi dal re Giacomo a Berengario de Villaraguto,
Queste terre tornarono alla regia corte per "Magistrum Secretum”dopo la successione al trono di re Federico III fratello di Giacomo suddetto..
Questo re concesse a Berangario De Spuches il feudo col casale per sé e i suoi erodi nascituri dal suo corpo, per "More Froncorum" e con l’obbligo del servizio militare e concesse alla curia regia i diritti del re Federico III (31 marzo 1296).
Dopo la morte di Berengario De Spuches il feudo col casale successe ad Antonia sua figlia legittima, moglie di Bernardo Enveges; alla loro morte, nel medesimo feudo, successe il figlio Periconio Enveges, figlio legittimo. Morto Periconio Enveges, successe Amato Enveges suo figlio, il quale ottenne per "More Franoorum" da re Martino e Maria l’investitura del casale per sé ed i suoi eredi, con l’obbligo del servizio militare (segnato in regia cancelleria, privilegio dato a Sciacca 14 dic.1398, (notato in libro 7timo indz», f.57).
Ad Amato successe il figlio Giovanni Enveges che sposò Francesca Spallitta, la quale si aggiudicò metà del feudo e ne ottenne conferma come per privilegio per sé e per i suoi eredi legittimamente nascituri dal suo corpo (Conservatoria Mercedes 1425 f 88)
Bernardo de Perollo acquistò dalla Spallitta detta metà del feudo per atto del notaro Urbano de Sinibaldis da Palermo (28 giugno 1426).
Questi ebbe conferma viceregia per privilegio con l’investitura (giugno 1490 f.74).
ll feudo in seguito ritornò a Francesca Spallitta se ne sconosce per quale titolo.
Martino Enveges successe in tutto il feudo come figlio a Giovanni Enveges e Francesca Spallitta la quale Francesca aveva fatto da tutrice al figlio Martino, per tutta la vita possedette metà del feudo
Antonio Enveges successe a Martino, morto senza figli, questi era figlio di Amato Enveges che aveva ottenuto la concessione dal re Martino (non prese investitura).
Ad Antonio successe Margheritella Enveges sua figlia e a Margheritella. morta senza figli, successe Margherita. figlia di Guglielmo Enveges (e questi figlio del primo Amato Inveges), la quale sposò Giovannotto de Ferrario e de Marino, per mezzo di Simone Archero palermitano; ottenne la conferma per se e per i suoi eredi, per tramite “More Francorum" in Palermo XV ottobre 1453 libro detto anno f. 630.
È chiaro che per il feudo anzidetto non presero l’investitura Giovanni Enveges, Martino Enveges, Antonio Enveges e Marghrritella Enveges.
Questo feudo diviene proprietà di Melchiorre de Marinis e de Ferrario, allo stesso modo senza investitura.
Morto Melchiorre de Marinis e de Ferrerio,  gli successe nello stesso feudo sua figlia Giovannella, che sposò Pietro Sabia.
Pietro,  marito e legittlmo amministratore del feudo, sposò Giovannella, il 31 luglio 1487. In data sudetta e per liticessione il feudo venne aggiudicato a Giovannella per "More Francorum”, sentenza resa dalla gran Corte Civile da don Raymondo de Santapautine, presidente del regno (notata in cancelleria libro anno 1486 f 605).
Da Pietro e Giovannella nacquero due figlie:  una sposò Francesco Alliata; l’altra sposò Giovanni Battista de Mannara.
Dopo la morte di Pietro Sabia, Giovannella primanominata si risposò con Bernardino de Termini.
L’anno 1510 il feudo di Calamonaci e la foresta di Belripayri, erano posseduti da Bernardino e Giovannella,  coniugi.
Antonino de Termini, figlio primogenito legittimo di Bernardino e Giovannella de Termini,  ebbe l'investitura da don Raymondo de Cordova il 27 giugno 15O9 in regia cancelleria libro anno 1508 in carta 707 notata e riportata nell'anno 1513 per donazione per "Jure Francorum” e per i suoi eredi legittimamente discendenti.
L'attuale nucleo abitativo fu fondato il 6 febbraio 1574 nel territorio del feudo omonimo, situato nella campagna tra i fiumi Verdura e Magazzolo, nel corso di quel ritorno alla terra che caratterizza una parte considerevole della storia economica e sociale siciliana fino agli inizi del XVIII secolo; storia legata alla necessità dei feudatari di tenere i propri feudi popolati da vassalli, che davano diritto d'accesso e di voto nel Parlamento siciliano. Perciò essi chiedevano alla Corona la “licentia populandi”, che conferiva la facoltà di accogliere nei feudi nuovi abitanti. La fondazione dell'attuale centro urbano risale al 6 febbraio 1574, quando il Presidente del Regno Don Carlo D'Aragona concesse appunto ad Antonino De Termini Ferreri, barone del feudo di Calamonaci, la “Licentia Populandi”, ovverosia la possibilità di costruire un centro di nuova edificazione dentro il feudo; sul territorio del quale, sicuramente, nei secoli passati erano sorti piccoli nuclei abitativi, come dimostrano vari ritrovamenti archeologici in siti diversi da quello attuale. Dieci anni più tardi, il 9 luglio 1584, viene fondata l'Arcipretura con l'erezione di una chiesa da dedicare a S. Vincenzo Ferreri, che divenne il Santo Patrono del luogo. La scelta del Santo Protettore fu dettata da presunti legami di famiglia che i feudatari fondatori del paese vantavano con il Santo domenicano; scelta che, per conferma, si ripeté nel nuovo centro di Casteltermini, fondato sempre dai Termini Ferreri nel 1629. Successivamente la baronia di Calamonaci passò alla famiglia De Spuches nel 1598 e ai Montaperto nel 1612, a cui rimase fino all'abolizione dei titoli feudali nel corso degli inizi del XIX secolo. A detta di molti storici ed urbanisti, il disegno del nuovo centro urbano di Calamonaci è stato il primo esempio in Sicilia di sistemazione urbana a scacchiera, con gli assi principali (cardo e decumano) che al giorno d'oggi corrispondono al corso Garibaldi e via Crispi. Il tessuto urbano si è mantenuto pressoché intatto nel corso degli anni, mentre non si può dire altrettanto del patrimonio edilizio, con la totale perdita di tutto il preesistente patrimonio ecclesiastico e l'assenza di edilizia del tipo signorile. Le uniche vestigia del passato sono l'attuale Chiesa Madre, inaugurata nel 1819 sul luogo di un preesistente edificio di culto, e i bastioni a piano terra dell'antico palazzo baronale, in corrispondenza delle allora stalle e magazzini, adesso di proprietà privata. Tutto il resto è edilizia di trasformazione e di nuova costruzione, con gli edifici più antichi risalenti per la loro prima costruzione al tardo inizio del XIX secolo.
Nei registri di Federico I è menzionato un casale con il nome di Calamonacum che si potrebbe riferire al primo nucleo abitativo della zona.

### Simboli
Lo stemma e il gonfalone del comune di Calamonaci sono stati concessi con decreto del presidente della Repubblica Italiana del 17 giugno 1975.
Stemma
(D.P.R. del 17 maggio 1975)
Gonfalone
(D.P.R. del 17 maggio 1975)

## Monumenti e luoghi d'interesse

### Architetture religiose
- Chiesa di San Vincenzo Ferreri chiesa madre
- Calvario
- Convento dell'Ordine carmelitano (1585)

## Società

### Evoluzione demografica
Abitanti censiti

### Etnie e minoranze straniere
Gli stranieri regolari al 31 dicembre 2009. Le comunità presenti sono:
- Romania: 7
- Regno Unito: 3
- Germania: 1
- Tunisia: 1

### Tradizioni e folclore
La festa di san Vincenzo Ferreri si svolge ogni anno nel primo fine settimana di agosto oppure nel secondo, se la domenica è in prossimità di Ferragosto. Le tradizionali rigattiati e i fuochi d'artificio si prolungano fino a tarda notte.
Due sono i momenti significativi che scandiscono i festeggiamenti: il primo, di carattere prettamente religioso, è la processione solenne di san Vincenzo Ferreri, rivestito a festa con i paramenti ricoperti dai preziosi ex voto offerti negli anni dai fedeli per grazie ricevute; rito che avviene nella prima serata della domenica, lungo il tradizionale itinerario processionale - il cosiddetto giru di li santi - con una partecipazione molto sentita della popolazione locale, che ha una devozione smisurata nei confronti del santo domenicano.
Il secondo, di carattere, oltre che religioso, anche folcloristico, sono le cosiddette rigattiati in onore di san Giovanni Battista e san Michele Arcangelo, che avvengono nella serata del venerdì e concludono la festa nella tarda serata della domenica: una processione in corsa che le due confraternite locali, appunto i sangiuvannara e i sammichilara, fanno fare ai loro santi, su vare riccamente addobbate, lungo l'asse viario di corso Garibaldi muovendo dal sagrato della chiesa, il tutto accompagnato dall'esecuzione continua di due marce musicali a ritmo di tarantella, ciascuna in onore di ogni santo, e continui spari di fuochi artificiali, che servono a creare un'atmosfera surriscaldata e di esaltazione, che induce i fedeli a continui incitamenti ed invocazioni nei confronti del proprio santo. Tali confraternite fanno a gara, nel corso degli anni, a chi riesce meglio nel festeggiare il proprio santo e tale rivalità, a incominciare dai primi anni Sessanta, ha spostato la sua peculiarità nell'esecuzione, a fine festeggiamenti, di giochi pirotecnici che hanno assunto nel corso degli anni un sempre maggiore spessore.

## Geografia antropica

### Frazioni
Al 15º censimento generale della popolazione e delle abitazioni dell'ISTAT (2011), il territorio di Calamonaci risulta così suddiviso:
| Nome       | Tipologia                           | Abitanti | Altitudine | Coordinate                  |
| ---------- | ----------------------------------- | -------- | ---------- | --------------------------- |
| Calamonaci | centro abitato / capoluogo comunale | 1 375    | 307        | 37°31′34.14″N 13°17′21.66″E |
| -          | Case sparse                         | 0        | -          | -                           |
| totale     | 1 centro abitato                    | 1 375    | 78/615     |                             |

## Economia

### Agricoltura
L'agricoltura è il settore principale dell'economia, si producono vino, olio di oliva, cereali, agrumi e mandorle.
Il territorio calamonacese è compreso nella zona di produzione dell'Arancia di Ribera D.O.P..

## Amministrazione
Di seguito è presentata una tabella relativa alle amministrazioni che si sono succedute in questo comune.
| Periodo           | Periodo         | Primo cittadino        | Partito              | Carica      | Note   |
| ----------------- | --------------- | ---------------------- | -------------------- | ----------- | ------ |
| 6 febbraio 1988   | 11 giugno 1990  | Giuseppe Vinci         | Democrazia Cristiana | Sindaco     | [ 13 ] |
| 11 giugno 1990    | 9 dicembre 1992 | Giuseppe Vinci         | Democrazia Cristiana | Sindaco     | [ 13 ] |
| 9 dicembre 1992   | 24 luglio 1993  | Giuseppe Vinci         | Democrazia Cristiana | Sindaco     | [ 13 ] |
| 25 settembre 1993 | 3 dicembre 1993 | Pietro Paolo Pellerito |                      | Comm. pref. | [ 13 ] |
| 29 giugno 1994    | 25 maggio 1998  | Giuseppe Vinci         | -                    | Sindaco     | [ 13 ] |
| 25 maggio 1998    | 27 maggio 2003  | Gioacchino Guddemi     | sinistra             | Sindaco     | [ 13 ] |
| 27 maggio 2003    | 17 giugno 2008  | Gioacchino Guddemi     | lista civica         | Sindaco     | [ 13 ] |
| 1º luglio 2008    | 11 giugno 2013  | Vincenzo Inga          | lista civica         | Sindaco     | [ 13 ] |
| 11 giugno 2013    | 10 giugno 2018  | Vincenzo Inga          | lista civica         | Sindaco     | [ 13 ] |
| 10 giugno 2018    | 28 maggio 2023  | Pellegrino Spinelli    | lista civica         | Sindaco     | [ 13 ] |
| 28 maggio 2023    | in carica       | Pellegrino Spinelli    | lista civica         | Sindaco     | [ 13 ] |

### Altre informazioni amministrative
Il comune di Calamonaci fa parte delle seguenti organizzazioni sovracomunali: regione agraria n.2 (Colline del Carboj), patto territoriale "Terre Sicane" ed Unione dei Comuni Alto Verdura e Gebbia.

## Infrastrutture e trasporti
Il Comune è interessato dalle seguenti direttrici stradali:
- Strada Statale 386
- Strada Provinciale 34